# Antonio de Castro
Antonio de Castro (XVI secolo – XVI secolo) è stato un orafo portoghese.

## Biografia
Non sono molte le notizie biografiche riguardanti Antonio de Castro.
Le documentazioni storiche affermano che visse a Genova nella seconda metà del Cinquecento e che nel 1565 Franco Lercaro gli ordinò un piatto e un'anfora d'argento nei cui rilievi dovevano essere illustrate le imprese del suo antenato Megollo Lercaro.
I disegni per tali episodi, forniti dallo stesso committente, sono stati inizialmente attribuiti a Luca Cambiaso, e in un secondo tempo al Bergamasco.
I due pezzi, passati nella raccolta Coccapani di Modena, ed successivamente in quella Pignatti Morano di Venezia, sono decorati con quattordici storie, di cui undici distribuite sul piatto e tre sull'anfora, oltre che di vari altri motivi ornamentali e figure allegoriche cesellati che fanno da raccordo delle diverse parti.
La decorazione complessiva, anche se assai densa di motivi e di figurazioni, non attenua il valore strutturale dei due pezzi, armoniosamente modellati, tanto che il prezioso gruppo fu per moltissimo tempo assegnato a Benvenuto Cellini, anche per l'origine italiana degli elementi ornamentali, e per il delizioso senso ornamentale.

## Opere
- Piatto e anfora d'argento;